# Salia trinidalis
Salia trinidalis là một loài bướm đêm trong họ Noctuidae.